# Cole Palmer
Cole Jermaine Palmer (Manchester, 6. svibnja 2002.) engleski je nogometaš koji igra na poziciji ofenzivnog veznog igrača ili krila za prvoligaški klub Chelsea i englesku reprezentaciju.

## Klupska karijera

### Manchester City
Palmer je bio junior Manchester Cityja. U sezoni 2020./21. odigrao je svoje prve službene minute u prvoj momčadi kluba: 30. rujna 2020. dobio je startno mjesto u utakmici Liga kupa protiv Burnleyja, utakmici koju je City dobio 3:0. Mjesec dana kasnije Palmer je imao i europski debi: u utakmici skupine Lige prvaka protiv Olympique Marseillea ušao je umjesto Kevina De Bruynea u 82. minuti. U lipnju 2021. Palmerov ugovor je produžen do 2026.
U sezoni 2021./22. dobio je nove prilike kod trenera Pepa Guardiole na početku sezone. U FA Community Shieldu, koji je City izgubio 0:1 od Leicester Cityja, dobio je mjesto u prvoj momčadi, a zamijenio ga je Bernardo Silva u 74. minuti. Također je službeno debitirao u Premier ligi 21. kolovoza 2021.: drugog dana natjecanja Guardiola ga je uveo kao zamjenu za İlkaya Gündoğana u 69. minuti protiv Norwich Cityja. Mjesec dana kasnije postigao je svoj prvi pogodak za City u utakmici Liga kupa protiv Wycombe Wanderersa (pobjeda 6:1). Dana 16. listopada 2021. Palmer je postigao hat-trick za Manchester City do 23 godine u utakmici Premier lige 2 protiv Leicester Cityja do 23 godine, samo nekoliko sati nakon što je nakratko ušao kao zamjena protiv Burnleyja u Premier ligi. Tri dana kasnije dao je pogodak u Ligi prvaka protiv Club Bruggea.

### Chelsea
Dana 1. rujna 2023. Palmer je potpisao sedmogodišnji ugovor s Chelseajem, s opcijom produljenja ugovora na još godinu dana. Transfer je iznosio 47 milijuna eura. Već sljedećeg dana debitirao je kao zamjena u 62. minuti u 0:1 domaćem porazu od Nottingham Foresta. Palmer je postigao svoj prvi pogodak za Chelsea 7. listopada, iz jedanaesterca, dok je također asistirao za gol Nicholasa Jacksona u 4:1 gostujućoj pobjedi protiv Burnleya. Dana 6. studenog, Palmer je zabilježio gol i asistenciju u uzbudljivoj 4:1 pobjedi u gostima nad londonskim rivalom Tottenham Hotspurom. Šest dana kasnije, Palmer je postigao jedanaesterac u sudačkoj nadoknadi protiv bivšeg kluba Manchester Cityja dok su dvije momčadi igrale remi 4:4 na Stamford Bridgeu. 
Na gostovanju kod Luton Towna, Palmer je prvi put u svojoj profesionalnoj karijeri zabio dva puta u utakmici, dok je također asistirao za gol Nonija Maduekea. Chelsea je tu utakmicu dobio 3:2. Kao rezultat njegovih nastupa tijekom prosinca 2023., koji su uključivali četiri pogotka i dvije asistencije, Palmer je nominiran za nagradu za igrača godine u Premier ligi, a njegov drugi pogodak protiv Luton Towna također je nominiran za gol mjeseca u Premier ligi. 

## Reprezentativna karijera
Palmer je predstavljao englesku momčad do 17 godina na UEFA Europskom prvenstvu do 17 godina 2019. 
Dana 27. kolovoza 2021. Palmer je prihvatio svoj prvi poziv za Englesku do 21 godine. Zabio je na svom debiju u 2:0 pobjedi nad Kosovom u kvalifikacijama za UEFA Europsko prvenstvo do 21 godine 2023. Dana 14. lipnja 2023. Palmer je uvršten u englesku momčad za UEFA Europsko prvenstvo do 21 godine 2023.; turnir koji je Engleska na kraju osvojila. 
Dana 13. studenog 2023. dobio je svoj prvi poziv za seniorsku englesku reprezentaciju uoči njihovih kvalifikacijskih utakmica za Europsko prvenstvo 2024. protiv Malte i Sjeverne Makedonije. Debitirao je 17. studenog, ušavši kao zamjena u 61. minuti u 2:0 pobjedi Engleske protiv Malte na stadionu Wembley.